# Ашпайково
Ашпайково (тат. Ашпайка) — деревня в Менделеевском районе республики Татарстан. Входит в состав Енабердинского сельского поселения.

## География
Деревня находится в 7 километрах к северу от Менделеевска, расположена на реке Тойма. Рядом с деревней проходит автодорога М7 (участок Елабуга — Ижевск).
Ашпайково находится в часовой зоне МСК (московское время). Смещение применяемого времени относительно UTC составляет +3:00.

## История
Основана в XVII веке марийцами, в XVIII в. в ней поселились татары. В XVIII – первой половине XIX в. жители относились к категории государственных крестьян. Основные занятия жителей в этот период – земледелие и скотоводство, были распространены извоз, подённая работа в близлежащих селениях. 
До 1920 года деревня входила в Кураковскую волость Елабужского уезда Вятской губернии. В 1920-21 годах находилась в составе Вотской автономной области. С 1921 года находилась в составе Елабужского, с 1928 года — Челнинского кантона Татарской АССР. С 10 августа 1930 года находилась в Елабужском, с 10 февраля 1935 года — в Бондюжском, с 1 февраля 1963 года — в Елабужском, с 15 августа 1985 года — в Менделеевском районе.

## Население
По состоянию на 2017 год постоянное население отсутствует.
| Численность населения |      |      |      |      |      |      |      |      |      |      |      |      |      |      |      |
| 1836                  | 1859 | 1870 | 1887 | 1911 | 1920 | 1926 | 1938 | 1949 | 1958 | 1970 | 1979 | 1989 | 2002 | 2010 | 2017 |
| 120                   | 170  | 182  | 239  | 380  | 333  | 317  | 336  | 245  | 168  | 107  | 38   | 12   | 10   | 1    | 0    |